# Trà Cang
Trà Cang is een xã in het district Nam Trà My, een van de districten in de Vietnamese provincie Quảng Nam. Trà Cang heeft ruim 3000 inwoners op een oppervlakte van 118,08 km².